# د ایندکس
د ایندکس(به انگلیسی: The Index) یک مجتمع مسکونی واقع در دبی، امارات، امارات متحده عربی می‌باشد. ساخت و ساز این ساختمان ۲۰۰۵ شروع شد و ۲۰۱۱ به پایان رسید. تعداد طبقاتش ۸۰ است.